# Merkur (obchodní řetězec)
Merkur byl obchodní řetězec hypermarketů v Rakousku, provozovaný společností REWE Group. Řetězec byl založen v roce 1969. V roce 2021 byl přejmenován na název BILLA Plus.

## Historie

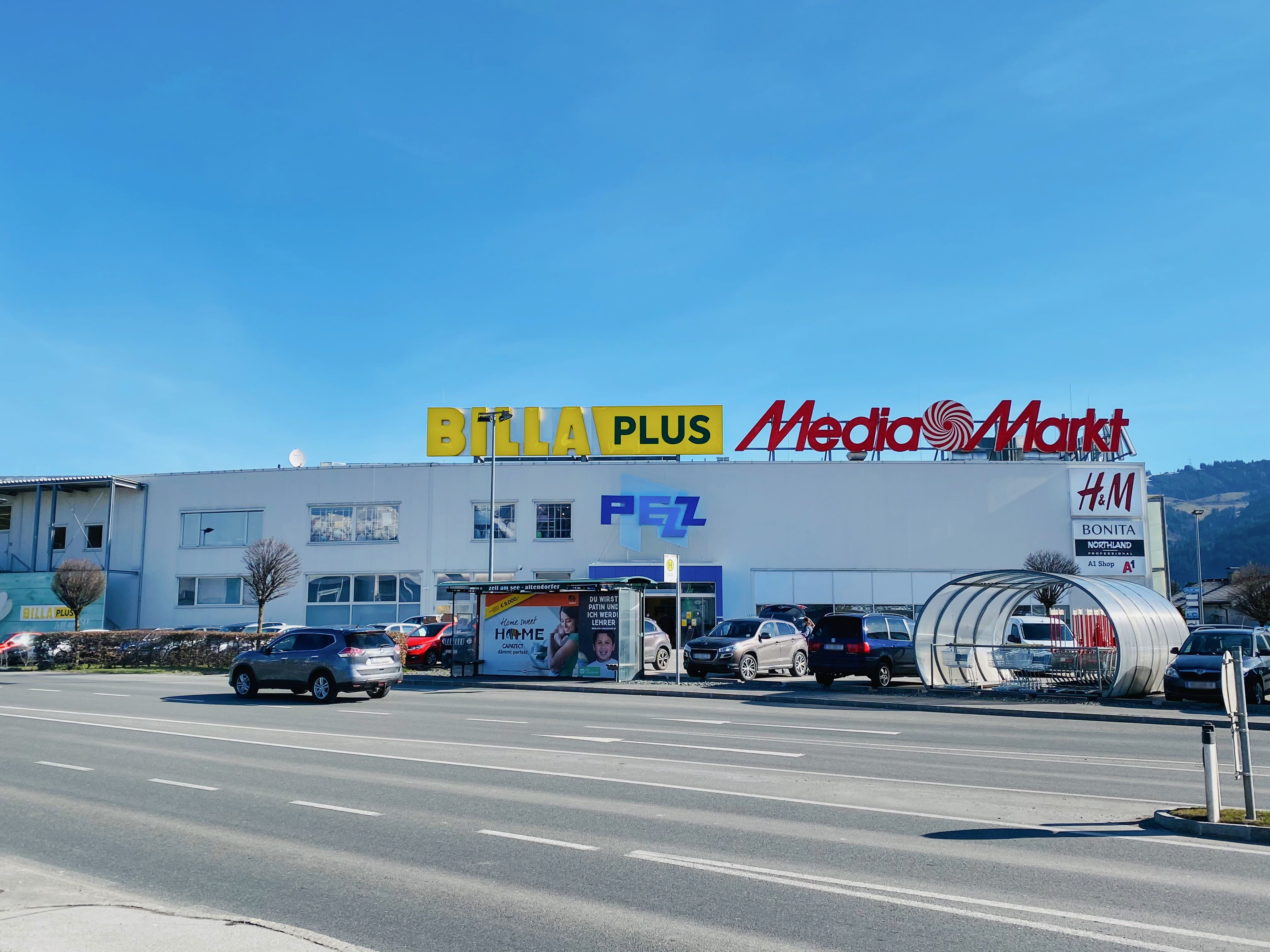
BILLA Plus

Řetězec byl založen roku 1969. Od roku 1996 byl součástí společnosti REWE Group. V roce 2009 převzala společnost prodejny řetězce Magnet. 6. dubna 2021 byl řetězec přejmenován na BILLA Plus.